# نهائي كأس الجزائر 2025
نهائي كأس الجزائر 2025 كان النهائي رقم 58 لكأس الجزائر. أقيمت المباراة النهائية بين حامل اللقب شباب بلوزداد وغريمه المحلي اتحاد الجزائر. وهذه هي المرة السادسة التي يلتقي فيها الفريقان في النهائي، والأولى منذ عام 2003.

## الطريق إلى النهائي

### اتحاد العاصمة الجزائر
| دائري                                                                                             | المعارضة                            | نتيجة                   |
| ------------------------------------------------------------------------------------------------- | ----------------------------------- | ----------------------- |
| ر64                                                                                               | أولمبيك ماجران (ملعب 5 جويلية 1962) | 6–0                     |
| ر32                                                                                               | نجم مقرة (ملعب 5 جويلية 1962)       | 1–0                     |
| ر16                                                                                               | رائد القبة (ملعب محمد بن حداد)      | 0–1                     |
| ربع النهائي                                                                                       | شباب تموشنت (ملعب ميلود هدفي)       | 0–5                     |
| نصف النهائي                                                                                       | اتحاد الحراش (ملعب 5 جويلية 1962)   | 1–0 (بعد الوقت الإضافي) |
| المفتاح: (H) = مكان المباراة الرئيسية؛ (A) = مكان المباراة الخارجية؛ (N) = مكان المباراة المحايدة |                                     |                         |

في 16 يناير 2025، تأهل نادي اتحاد الجزائر إلى دور الـ32 بفوزه الساحق 6-0 على نادي أولمبيك مارس في ملعب 5 يوليو. افتتح محمد بن معزوز التسجيل بضربة رأس في الدقيقة 31، ثم أضاف خالد بوسليوي الهدف الثاني بعد خمس دقائق مستغلا خطأ فادحا من حارس المرمى لكحل. وفي الشوط الثاني، عاد بن معزوز إلى الأضواء بتسجيله هدف الفوز في الدقيقة 71 ليضع فريقه في موقف سيطري. وسجل سليم بوخنشوش الهدف الرابع بعد دقيقتين فقط. وفي نهاية المباراة، أكمل بن معزوز ثلاثيته في الدقيقة 85، وأكمل البديل محروز الأداء الهجومي في الوقت بدل الضائع (90+2). في الجولة التالية، واجه اتحاد الجزائر نادي ماجرا، وحقق فوزًا ضيقًا بنتيجة 1-0 بفضل هدف إسماعيل بلقاسمي في الدقيقة 46.
في 11 مارس 2025، خلال إحدى أمسيات رمضان، حجز اتحاد العاصمة الجزائري مكانه في ربع النهائي بفوزه الصعب 1-0 على نادي القبة، بفضل ركلة جزاء سجلها مهدي مرغم. في ربع النهائي، قدم اتحاد العاصمة الجزائري أداءً مهيمنًا بنتيجة 5-0 ضد شباب تيموشنت في ملعب ميلود هادفي. افتتح أحمد الخالدي التسجيل في الدقيقة 23 بتسديدة قوية من 30 متراً. وضاعف بن معزوز النتيجة في الدقيقة 43 بعد تمريرة عرضية من مرغم. وفي الشوط الثاني، أضاف الخالدي هدفه الثاني في الدقيقة 66 بتسديدة متقنة من فوق الحارس بعد تمريرة رائعة من إبراهيم بنزيمة. وبعد أربع دقائق فقط، سجل بن معزوز الهدف الثاني مستغلا تمريرة عرضية من حسام غشة. وأكمل غاشا بنفسه الهزيمة في الدقيقة 90، حيث أطلق النار في الزاوية العليا بعد تمريرة من هيثم لوصيف.
في 15 أبريل 2025، ضمن نادي اتحاد الجزائر مكانه في نهائي كأس الجزائر بعد فوزه المثير 1-0 في الوقت الإضافي على نادي اتحاد الحراش. وفي مباراة متكافئة شهدت فرصا قليلة في الوقت الأصلي، جاء الهدف الحاسم في الدقيقة 105 عندما سجل آدم عليليت ركلة جزاء. حافظ فريق USMA على ثباته في الدقائق المتبقية ليحجز مكانه في النهائي.

### شارع بلوزداد
| دائري                                                                                             | المعارضة                             | نتيجة |
| ------------------------------------------------------------------------------------------------- | ------------------------------------ | ----- |
| ر64                                                                                               | CR زاوية (ملعب 5 جويلية 1962)        | 1–0   |
| ر32                                                                                               | مولودية الجزائر (ملعب 5 جويلية 1962) | 1–0   |
| ر16                                                                                               | جامعة الشاوية (ملعب 5 جويلية 1962)   | 4-2   |
| ربع النهائي                                                                                       | مولودية بجاية (ملعب حسين آيت أحمد)   | 1–0   |
| نصف النهائي                                                                                       | مولودية البيض (ملعب ميلود هدفي)      | 1–0   |
| المفتاح: (H) = مكان المباراة الرئيسية؛ (A) = مكان المباراة الخارجية؛ (N) = مكان المباراة المحايدة |                                      |       |

في 7 يناير 2025، ضمن شباب بلوزداد، حامل لقب كأس الجزائر، مكانه في دور الـ32 بفوزه الصعب 1-0 على شباب الزاوية، وهو فريق من دوري المناطق. أقيمت المباراة على ملعب 5 يوليو، حيث سجلت الهادي الشعبي هدف المباراة الوحيد في الدقيقة 43، مما حسم الفوز لشباب بلوزداد وضمن تقدمهم إلى المرحلة التالية. في 20 فبراير 2025، انتقم شباب بلوزداد من مولودية الجزائر بفوزه 1-0 في دور الـ32، بعد أسبوع واحد فقط من خسارته أمام نفس المنافس في كأس السوبر. قبل نهاية الشوط الأول بقليل، نجح أيمن محيوس في كسر الجمود في لحظة رائعة. وبعد تشتيت طويل من حسين بنعيادة، ضغط المهاجم على أيوب غزالة، واستحوذ على الكرة برأسية، وراوغ مدافعين، قبل أن يسددها بقدمه اليسرى في الدقيقة 45+2. حافظ شباب بلوزداد على تقدمه وحسم الفوز، ليضمن مكانه في دور الستة عشر.
حيث واجهوا نادي إتحاد الشاوية في مباراة قوية. بدأت المباراة بمفاجأة حيث منح حمزة ملوك التقدم لاتحاد الشاوية في الدقيقة السادسة فقط، مما أشعل الآمال في تحقيق مفاجأة كبيرة. لكن اللاعب الموثوق به أيمن محيوس كان لديه خطط أخرى، حيث سجل ثلاثية مذهلة في 30 دقيقة فقط. وأحرز هدف التعادل في الدقيقة 35، وبعد فترة وجيزة من الاستراحة، حصل سي آر بي على ركلة جزاء بسبب دفع خانييسا مايو داخل منطقة الجزاء، والتي حولها ماهيوس بهدوء إلى هدف لتصبح النتيجة 2-1 في الدقيقة 52. وبعد مرور عشر دقائق فقط، سجل نفس الثنائي هدفا آخر عن طريق خاسف بتمريرة حاسمة وماهيوس برأسية متقنة ليكملا ثلاثيتهما في الدقيقة 65. وفي الدقيقة 83، سجل عبد الوهاب هدفًا لصالح اتحاد الشاوية، حيث سدد كرة اصطدمت بالقائم قبل أن تعبر خط المرمى. لكن أي أمل في العودة تحطم بعد ثلاث دقائق عندما سجل بوسوار الهدف الرابع لنادي ريكريتيفت برأسية بعد تمريرة عرضية أخرى من نوفل خاسف في الدقيقة 86. وفي ربع النهائي، واجه شباب بلوزداد فريق مولودية بجاية على ملعب الحسين آيت أحمد. سجل مايو هدف المباراة الوحيد في الدقيقة 55، ليضمن بذلك تأهل شباب بلوزداد إلى الدور نصف النهائي للمرة السادسة عشر في تاريخه. حجز شباب بلوزداد مكانه في نهائي كأس الجزائر الرابع عشر بفوزه 1-0 على مولودية البيض، بفضل هدف مزيان. وعلى الرغم من سيطرتهم على المباراة، إلا أنهم واجهوا صعوبة في استغلال الفرص التي أتيحت لهم. وهذه هي المباراة النهائية الرابعة على التوالي بالنسبة لهم، وهو رقم قياسي على الإطلاق. أصبح حلم الفوز بالكأس العاشرة التاريخي في متناول اليد الآن.

## قبل المباراة
تحمل المواجهة بين اتحاد الجزائر وشباب بلوزداد في نهائي كأس الجزائر نكهة تاريخية ومثيرة، فهي المرة السادسة التي يلتقي فيها الفريقان في النهائي، والأولى منذ عام 2003، مما يجعلها مباراة مرتقبة بكل المقاييس. تأهل فريق إتحاد الجزائر إلى النهائي للمرة 18 في تاريخه بعد فوزه في مباراة الديربي على فريق إتحاد الحراش في الوقت الإضافي بهدف وحيد سجله اللاعب آدم عليلت. ويمثل هذا ظهورهم النهائي الأول منذ عام 2013، حيث يهدفون إلى تأمين لقبهم التاسع. في هذه الأثناء، حقق شباب بلوزداد، حامل اللقب، فوزا على مولودية البيض، مفاجأة كأس الجزائر، بملعب ميلود هاذفي، بهدف وحيد سجله عبد الرحمن مزيان. لقد تأهلوا إلى النهائي للمرة الرابعة على التوالي، حيث يسعون إلى لقبهم العاشر. ولا تعد هذه المباراة معركة على الكأس فحسب، بل صراعا على المجد والتفوق التاريخي، خاصة مع تقارب الفريقين في عدد الألقاب وتقديمهما أداء قويا في السنوات الأخيرة.

### البث
تملك التلفزة الجزائرية حقوق بث المباراة النهائية على قنواتها التلفزيون الجزائري (العربية)، كنال ألجيري (الفرنسية)، قناة الأمازيغية (الأمازيغية)، و الجزائرية السادسة. أما بالنسبة للإذاعة، فسيتم بث المباراة على راديو 1، وراديو 2، وراديو 3.

## مباراة

### تفاصيل
| اتحاد العاصمة الجزائر | - | شباب بلوزداد |
| --------------------- | - | ------------ |
|                       |   |              |

| الحكام المساعدون : الحكم الرابع : حكم احتياطي : حكم الفيديو المساعد : حكام الفيديو المساعدون : | قواعد المباراة - 90 دقيقة - 30 دقيقة من الوقت الإضافي إذا لزم الأمر - ركلات الترجيح إذا استمرت النتيجة بالتعادل - سبعة بدلاء معينين - الحد الأقصى للتبديلات هو خمسة، مع السماح بتبديل سادس في الوقت الإضافي |